# Simpsonotus
Simpsonotus es un género extinto del orden sudamericano Notoungulata. Es uno de los géneros más antiguos mejor conocidos de este orden. Sus restos fueron hallados en la formación Mealla en las proximidades del camino que une Tres Cruces con la Mina Aguilar, en la provincia de Jujuy, Argentina. Los sedimentos de la formación Mealla corresponderían al Paleoceno. El nombre del género es un homenaje al reconocido paleontólogo George Gaylord Simpson. Poseen un cráneo parecido al de Notostylops pero con el rostro más corto y redondeado, fórmula dentaria completa o con reducción de los incisivos inferiores, molares braquiodontes y bunolofodontes. Se conocen dos especies de este género, siendo Simpsonotus major del doble del tamaño que Simpsonotus praecursor.